# Obóz Kikiwaka
Obóz Kikiwaka (ang. Bunk’d) – amerykański sitcom wytwórni Disney Channel Original Series będący kontynuacją serialu Jessie. W rolach głównych występują znani z poprzednika Peyton List, Karan Brar i Skai Jackson.
Produkcja serialu rozpoczęła się pod koniec kwietnia 2015, a jego premiera odbyła się 31 lipca 2015 roku na kanale Disney Channel wraz z premierą filmu Następcy, a polska premiera odbyła się 10 czerwca 2016 roku na antenie Disney Channel. 29 lutego 2016 roku został oficjalnie potwierdzony 2 sezon serialu. Serial początkowo miał zakończyć się po trzech sezonach, jednak 15 listopada 2018 oficjalnie poinformowano o powstaniu 4 serii. 24 lutego 2020 roku został oficjalnie potwierdzony 5 sezon serialu. 10 czerwca 2022 roku premiere miał 6 sezon a 23 lipca 2023 roku został wypuszczony 7 ostatni sezon serii.

## Fabuła
Rok po odejściu Jessie, Emma, Ravi i Zuri, wyjeżdżają z Nowego Jorku i udają się do Moose Rump, w stanie Maine, aby spędzić lato w „Obozie Kikiwaka”, gdzie poznali się ich rodzice. Spotykają tam nowych przyjaciół – Xandera, Lou, Jorge’a i Tiffany.
Drugi sezon rozgrywa się już dwa lata po tym, jak od dzieci Ross odeszła Jessie. Na kolejne wakacje znów wyjeżdżają, aby spędzić lato w „Obozie Kikiwaka” i spotkać się ze starymi przyjaciółmi oraz poznać nowych. Natomiast 3 sezon ma miejsce 3 lata po wydarzeniach z finału Jessie.

## Lista odcinków
| Seria | Seria | Odcinki | Oryginalna emisja | Oryginalna emisja | Oryginalna emisja   | Oryginalna emisja    |
| Seria | Seria | Odcinki | Premiera serii    | Finał serii       | Premiera serii      | Finał serii          |
| ----- | ----- | ------- | ----------------- | ----------------- | ------------------- | -------------------- |
|       | 1     | 21      | 31 lipca 2015     | 20 maja 2016      | 10 czerwca 2016     | 4 grudnia 2016       |
|       | 2     | 21      | 23 sierpnia 2016  | 24 maja 2017      | 17 lipca 2017       | 10 lutego 2018       |
|       | 3     | 16      | 18 czerwca 2018   | 21 września 2018  | 1 października 2018 | 19 października 2018 |
|       | 4     | 30      | 20 czerwca 2019   | 24 lipca 2020     | 23 marca 2020       | 4 grudnia 2020       |
|       | 5     | 21      | 15 stycznia 2021  | 6 sierpnia 2021   | b.d                 | b.d                  |

### Sezon 1:2015-16
| 1 | Welcome to Camp Kikawaka Witamy na Obozie Kikiwaka                  | Bob Koherr        | Pamela Eells O’Connell           | 31 lipca 2015     | 10 czerwca 2016   | 101 |
| Emma, Ravi i Zuri opuszczają Nowy Jork, by dotrzeć do Obozu Kikiwaka. Okazuje się, że zasady tam panujące są straszniejsze niż się spodziewali. Emma nie jest zadowolona, gdy dowiaduje się, że na Kikiwaka telefony są zabronione. Ravi musi się przenieść na inne łóżko, gdy trzeci mieszkaniec chatki go stamtąd wygania, natomiast Zuri zyskuje nową przyjaciółkę Tiffany. |                                                                     |                   |                                  |                   |                   |     |
| 2 | Gone Girl Zaginiona Dziewczyna                                      | Rich Correll      | Jeff Hodsen i Tim Pollack        | 7 sierpnia 2015   | 27 czerwca 2016   | 102 |
| Gladys zabrania słodyczy na całym Kikiwaka, więc Zuri i Jorge zaczynają akcję tajemnego sprzedawania słodyczy. Tymczasem Xander śpiewa dla Emmy, tym samym zapraszając ją na randkę, ta się zgadza. Ravi słyszy jak Lou i Xander rozmawiają o byłej dziewczynie Xandra, chłopak po usłyszeniu tajemniczej rozmowy podejrzewa, że Xander chce zamordować Emmę. |                                                                     |                   |                                  |                   |                   |     |
| 3 | Camp Rules Zasady Obozu                                             | Bob Koherr        | Mike Montesano i Ted Zizik       | 14 sierpnia 2015  | 28 czerwca 2016   | 104 |
| Ravi zostaje mianowany drużynowym, lecz przejmuje się tym, że nikt go nie słucha, a w szczególności Jorge, który wkrótce kradnie bardzo ważny regulamin. Tymczasem Zuri kłóci się z Emmą, dlatego Lou wysyła je łódką na środek jeziora, na terapię. Po przybyciu Xandera, okazuje się, że dziewczyna zapomniała przywiązać liny, przez co dziewczyny zostały uwięzione na wodzie. |                                                                     |                   |                                  |                   |                   |     |
| 4 | Smells Like Camp Spirit Zapachy Duszy Obozu                         | Rich Correll      | Lacey Dyer i Julie Layton        | 21 sierpnia 2015  | 29 czerwca 2016   | 105 |
| Kostur Przodków to legendarny kij zrobiony z sosny uderzonej piorunem, Lou rzuca nim i kto go złapie będzie musiał go chronić, a gdy go odda lub zgubi wtedy straszny pech spadnie na drużynę wybranego. Emma zostaje wybrana. Ravi chce nauczyć się pływać, gdyż czeka go sprawdzian z pływania. Pomagają mu w tym Jorge oraz Tiffany. Tymczasem Emma oddaje Kostur Xanderowi, gdyż słyszała jak mówi, że chciałby chociaż raz zostać wybrany. Niestety w końcu dochodzi do tragedii. Kostur zostaje zgubiony, a całe Kikiwaka zostaje zniszczone. |                                                                     |                   |                                  |                   |                   |     |
| 5 | The Ones That Got Away Ci, którzy Odeszli                           | Bob Koherr        | Valerie Ahern i Eric Schaar      | 6 listopada 2015  | 30 czerwca 2016   | 103 |
| Gladys rozpoczyna zawody wędkarskie. Lou startuje z Ravi, Emma z Xandrem a Zuri z Tiffany. Emma myśli, że to randka z Xandrem, ale rozczarowuje się, gdy on uważa inaczej. Nagle spotrzegają, że mają w ogóle inne zainteresowania, Emma wraca na ląd i rozmawia z Gladys. Zuri i Tiffany kradną rybę ze stołówki, gdyż nie mogły złowić ani jednej. Tymczasem Emma i Xander rozstają się. |                                                                     |                   |                                  |                   |                   |     |
| 6 | Can You Hear Me Now Teraz Mnie Słyszysz                             | Bob Koherr        | Sally Lapiduss                   | 13 listopada 2015 | 1 lipca 2016      | 106 |
| Niedziela z telefonami dobiega końca, wszyscy muszą z powrotem je oddać. Zuri oszukuje Hazel i zatrzymuje swój, niedługo po tym Hazel dowiaduje się, że ktoś na Kikiwaka nadal ma telefon. W końcu prawda wychodzi na jaw, a Lou traci zaufanie do Emmy, gdyż ona też wiedziała o telefonie. |                                                                     |                   |                                  |                   |                   |     |
| 7 | Friending with the Enemy Przyjaźń z Wrogiem                         | Rich Correll      | Adam Lapidus                     | 20 listopada 2015 | 4 lipca 2016      | 107 |
| Emmie jest żal Hazel, że nie ma z kim się przyjaźnić i musi sama grać w tenisa i inne gry, więc postanawia zaprzyjaźnić się z nią. Okazuje się, że Hazel jest jeszcze bardziej nieznośna niż jak byli wrogami. Tymczasem Dr Hunter Brody, Zuri, Ravi i Tiffany wyruszają w poszukiwanie Kikiwaki, lecz to tylko kolejny odcinek fałszywego odkrywcy, w końcu dochodzi do tego, że zjawia się prawdziwy Kikiwaka i zmierza prosto do obozu. |                                                                     |                   |                                  |                   |                   |     |
| 8 | Waka, Waka, Waka!                                                   | Victor Gonzalez   | Valerie Ahern i Eric Schaar      | 27 listopada 2015 | 5 lipca 2016      | 108 |
| Ravi i Tiffany próbują przekonać wszystkich, że Kikiwaka szedł w kierunku ich obozu, lecz nikt im nie wierzy i zostają ośmieszeni. Emma, Lou i Hazel zaczynają konkurować w festiwalu. Kto sprzeda najwięcej jedzenia ze swojego stoiska będzie królową i zatańczy z Xandrem. Tymczasem Ravi i Tiffany idą w głąb lasu, chwilę później goni ich Kikiwaka. |                                                                     |                   |                                  |                   |                   |     |
| 9 | Secret Santa Sekretny Mikołaj                                       | Lauren Breiting   | Jeff Hodsden i Tim Pollock       | 4 grudnia 2015    | 6 grudnia 2016    | 114 |
| Zuri, Tiffany, Jorge i Xander gubią się w lesie, więc idą do małego domku letniskowego, w którym mieszka samotny, starszy pan. Jorge odkrywa, że jest on Świętym Mikołajem. Okazuje się to prawdą i czwórka dzieci musi przywrócić mu wiarę w święta. Tymczasem w obozie Kikiwaka jest dzień wymiany prezentami. Lou i Emma mają własne pomysły, jednak Ravi doradza im, aby zrobiły inne. Prezenty wymyślone przez Raviego okazują się kiepskie, a dziewczyny uczą się, że często wysiłek włożony w przygotowanie prezentu jest ważniejszy niż sam prezent. |                                                                     |                   |                                  |                   |                   |     |
| 10 | Counselors’ Night Off Nocni Doradcy                                 | Bob Koherr        | Mike Montesano i Ted Zizik       | 8 stycznia 2016   | 6 lipca 2016      | 110 |
| Gdy Gladys wyjeżdża, starsi robią imprezę w kryjówce. Emma dowiaduje się, że ona nie może i musi pilnować młodszych. Lou i Hazel zakładają się o to, że Hazel przez całą imprezę nie będzie flirtować z Xandrem. |                                                                     |                   |                                  |                   |                   |     |
| 11 | There’s No Place Like Camp Nie ma to Jak Obóz                       | Bob Koherr        | Pamela Eells O’Connell           | 22 stycznia 2016  | 7 lipca 2016      | 111 |
| Gdy Emma sprawia, że pizza, która miała być na obiad, wybucha, wyrusza wraz z Lou, Zuri i Tiffany w las, by znaleźć pożywienie. Lou naciera się trującą rośliną, przez co ma urojenia. Tymczasem Jorge planuje wrócić do domu. |                                                                     |                   |                                  |                   |                   |     |
| 12 | Luke’s Back Powrót Luke’a                                           | Rich Correll      | Pamela Eells O’Connell           | 12 lutego 2016    | 8 lipca 2016      | 119 |
| Luke przyjeżdża do Kikiwaka prosić Raviego o pomoc w nauce. Gdy wraz z Ravim idą do kryjówki, spotykają trzech obozowiczów z Obozu Championów. Ravi stawia się trójce, a tamci proponują grę. Kto wygra zajmuje kryjówkę na zawsze, a ten kto przegra, nie będzie miał do niej dostępu. Gra się rozpoczyna. Obóz Championów eliminuje wszystkich z Kikiwaka oprócz Raviego, który ma przed sobą trudne zadanie. |                                                                     |                   |                                  |                   |                   |     |
| 13 | No Escape Nie ma Ucieczki                                           | Rich Correll      | Jeff Hodsden i Tim Pollock       | 19 lutego 2016    | 25 lipca 2016     | 112 |
| Zuri i Jorge próbują się wymknąć z obozu Kikiwaka w celu uzyskania słuchawek i komiksu graficznego. Tymczasem Emma i Xander muszą ich z powrotem odesłać do obozu Kikiwaka, nim dowie się Gladys. Tiffany wyznaje miłość Raviemu. |                                                                     |                   |                                  |                   |                   |     |
| 14 | Close Encounters of the Camp Kind Bliskie Spotkania w Rodzaju Obozu | Bob Koherr        | Lacey Dyer i Julia Layton        | 11 marca 2016     | 26 lipca 2016     | 116 |
| Jorge i Tiffany uważają, że nowy członek obozu Kikiwaka jest kosmitą, i próbują udowodnić to Zuri, która jest w nim zakochana. Tymczasem Lou i Xander wystawiają oceny przyszłych dowódców, czyli Emmie i Raviemu. Ku ich zaskoczeniu dostają mizerne oceny. |                                                                     |                   |                                  |                   |                   |     |
| 15 | Crafted and Shafted Wykonany i Oszukany                             | Bob Koherr        | Mike Montesano i Ted Zizik       | 18 marca 2016     | 27 lipca 2016     | 117 |
| Emma i Xander zabierają Zuri, Tiffany i Jorge na nocowanie w lesie. Okazuje się, że po przybyciu Emma i Xander chcą iść na randkę, niestety dochodzi do tego, że podczas szukania drewna na opał wpadają do opuszczonego szybu. Tymczasem Ravi i Lou próbują złożyć plac zabaw dla mniejszych obozowiczów. |                                                                     |                   |                                  |                   |                   |     |
| 16 | Boo Boos and Birthdays Boo Boos i Urodziny                          | Phill Lewis       | Lacey Dyer i Julia Layton        | 25 marca 2016     | 28 lipca 2016     | 109 |
| Tiffany obchodzi urodziny, ale jak się okazuje jej matka nigdy nie urządzała jej przyjęcia, więc Emma, Zuri i Lou próbują uszczęśliwić ich koleżankę poprzez zorganizowanie imprezy, gdy omawiają jak mają wyglądać urodziny Hazel je podsłuchuje i myśli, że impreza jest dla niej. Tymczasem Jorge ma wypadek i musi cały dzień leżeć w obozowym szpitaliku. |                                                                     |                   |                                  |                   |                   |     |
| 17 | For Love and Money Dla Miłości i Pieniędzy                          | Shannon Flynn     | Adam Lapidus                     | 1 kwietnia 2016   | 29 lipca 2016     | 113 |
| Lou poznaje Noę, który jest drwalem. Jak się okazuje naciąga on Lou, żeby robiła meble w ramach randki, by potem mógł je sprzedać i kupić wymarzony samochód. Tymczasem Xander, Ravi i Jorge poszukują skarbu ukrytego gdzieś na Kikiwaka. |                                                                     |                   |                                  |                   |                   |     |
| 18 | Love Is for the Birds Miłość jest dla Ptaków                        | A. Laura James    | Pamela Eells O’Connell           | 8 kwietnia 2016   | 26 listopada 2016 | 120 |
| Ravi przypadkowo wpada na najfajniejszą dziewczynę na obozie-Sashę, która zaczyna z nim flirtować. Wkrótce zostają parą. Jednak Ravi ma jeden problem- jego nowa dziewczyna jest miłośniczką sportów ekstremalnych. Któregoś dnia para ma iść skakać ze spadochronu. Ravi rzuca w powietrzu Sashę, jednak po fakcie przypomina sobie że nie wie, jak się otwiera spadochron. Sasha nie chce mu powiedzieć, a chłopak jest w dużych tarapatach. Tymczasem podczas wycieczki do lasu z Lou Zuri i Tiffany znajdują jajko orła. Postanawiają się nim zaopiekować. W kilka dni przywiązują się do jajka i nie chcą go oddać. W końcu wchodzą na drzewo, aby odłożyć jajko do gniazda. W końcu utykają na nim, a na domiar złego na to samo drzewo przylatuje orlica. |                                                                     |                   |                                  |                   |                   |     |
| 19 | Bride and Doom Panna Młoda i Los                                    | Robbie Countryman | Desiree Bowie i Amanda Steinhoff | 29 kwietnia 2016  | 27 listopada 2016 | 121 |
| Lou, Hazel i Xander opowiadają obozową legendę o duchu Olgi- córki założyciela Kikiwaka. Straszą obozowiczów, robiąc im psikusy i wciskając im kit, że zrobiła to Olga. Jednak w stołówce czerwoną mazią napisane jest „wściekły!”, co stanowi kolejny psikus drużynowych. Do tego po całej stołówce rozrzucone są papierki po cukierkach. Obozowicze zaczynają podejrzewać, że historia Olgi nie jest w zupełności wyssana z palca. |                                                                     |                   |                                  |                   |                   |     |
| 20 | Live from Camp Kikiwaka Na Żywo z Obozu Kikiwaka                    | Rich Correll      | Valerie Ahern i Eric Schaar      | 13 maja 2016      | 3 grudnia 2016    | 115 |
| Gladys musi przekazać obozowiczom smutną wiadomość-jest zbyt mało chętnych na wyjazd do Kikiwaka w przyszłym roku, więc obóz Kikiwaka musi zostać zamknięty na zawsze. Lou, Ravi, Xander, Emma, Zuri i Tiffany tego nie chcą i próbują temu zapobiec, tworząc nowy klip reklamowy na stronę obozu. Robią także relację. Jednak i jedna, i druga rzecz staje się straszliwym niewypałem, a wszyscy zaczynają już tracić nadzieję. Przypadkiem nagrana zostaje kłótnia Lou, Emmy i Xandra. Nagrane zostaje też to, jak się godzą, i właśnie to nagranie powoduje, że w przyszłym roku będzie można pojechać po raz kolejny - relacja przyciąga setki chętnych dzieci.                                                                                              |                                                                     |                   |                                  |                   |                   |     |
| 21 | Xander Says Goodbye Xander Żegna                                    | Bob Koherr        | Adam Lapidus                     | 20 maja 2016      | 4 grudnia 2016    | 118 |

### Sezon 2: 2016-17
| Nr | Tytuł                                                    | Reżyseria         | Scenariusz                                                       | Premiera             | Premiera w Polsce    | Kod |
| -- | -------------------------------------------------------- | ----------------- | ---------------------------------------------------------------- | -------------------- | -------------------- | --- |
| 22 | Griff Is in the House! Gryf jest w domku!                | Bob Koherr        | Pamela Eells O’Connell                                           | 23 sierpnia 2016     | 17 lipca 2017        | 201 |
| 23 | Dance in My Pants Taniec w moich spodniach               | Bob Koherr        | Valerie Ahern i Eric Schaar                                      | 24 sierpnia 2016     | 18 lipca 2017        | 202 |
| 24 | Zuri Has a Little Lamb Zuri ma małą Owieczkę             | Bob Koherr        | Lacey Dyer i Julia Layton                                        | 25 sierpnia 2016     | 19 lipca 2017        | 203 |
| 25 | Zuri Weasels Out Zuri się łasi                           | Phill Lewis       | Sally Lapiduss                                                   | 26 sierpnia 2016     | 20 lipca 2017        | 205 |
| 26 | Queen of Screams Królowa Krzyków                         | Robbie Contryman  | Mike Montesano i Ted Zizik                                       | 16 września 2016     | 21 lipca 2017        | 207 |
| 27 | Luke Out Below Poniżej Luke’a                            | Robbie Countryman | Adam Lapidus                                                     | 30 września 2016     | 24 lipca 2017        | 206 |
| 28 | Camp Kiki-Slasher Obóz Kiki-breja                        | Rich Correll      | Mike Montesano i Ted Zizik                                       | 7 października 2016  | nieemitowany         | 204 |
| 29 | Treehouse of Terror Terror Domu z drewna                 | Bob Koherr        | Lacey Dyer i Julia Dayton                                        | 28 października 2016 | 25 lipca 2017        | 209 |
| 30 | Tidal Wave Opływowa Fala                                 | Bob Koherr        | Jeff Hodsden i Tim Pollack                                       | 4 listopada 2016     | 26 lipca 2017        | 208 |
| 31 | Fog’d In Mgliście tu                                     | Rich Correll      | Jeff Hodsden i Tim Pollock                                       | 11 listopada 2016    | 27 lipca 2017        | 212 |
| 32 | How the Griff Stole Christmas To jak Gryf kradnie Święta | Shannon Flynn     | Valerie Ahern i Eric Schaar                                      | 2 grudnia 2016       | 28 lipca 2017        | 211 |
| 33 | Food Fight Walka na jedzenie                             | Ben DeJesus       | Adam Lapidus                                                     | 24 lutego 2017       | 7 października 2017  | 217 |
| 34 | Mother May I? Mamo Mogę Ja?                              | Robbie Countryman | Jeff Hodsden i Tim Pollock                                       | 3 marca 2017         | 14 października 2017 | 210 |
| 35 | Mud Fight Walka na Błoto                                 | Rich Correll      | Valerie Ahern i Eric Schaar                                      | 17 marca 2017        | 21 października 2017 | 216 |
| 36 | Dog Days of Summer Psie Letnie Dni                       | Bob Koherr        | Monica Contreras                                                 | 24 marca 2017        | 28 października 2017 | 214 |
| 37 | Bad Dog! Zły pies!                                       | Robbie Countryman | Pamela Eells O’Connell                                           | 31 marca 2017        | 4 listopada 2017     | 215 |
| 38 | Camp Stinky Waka Obóz Śmierdzio Waka                     | Lauren Breiting   | Mike Montesano i Ted Zizik                                       | 7 kwietnia 2017      | 11 listopada 2017    | 218 |
| 39 | Cabin vs. Cabin Kabina Kontra Kabina                     | Bob Koherr        | Lacey Dyer i Julia Layton                                        | 14 kwietnia 2017     | 18 listopada 2017    | 219 |
| 40 | Dreams Come True Marzenia Się Spełniają                  | Bob Koherr        | Pamela Eells O’Connell                                           | 21 kwietnia 2017     | 25 listopada 2017    | 220 |
| 41 | We Didn’t Start the Fire Nie Wznieciliśmy Ognia          | Rich Correll      | Brittany Assaly i Jason Hauser (fabuła) Sally Lapidus (teleplay) | 28 kwietnia 2017     | 2 grudnia 2017       | 221 |
| 42 | The Great Escape Wielka Ucieczka                         | Rich Correll      | Adam Lapidus                                                     | 24 maja 2017         | 10 lutego 2018       | 213 |

### Sezon 3: 2018
| Nr | Tytuł                                                        | Reżyseria         | Scenariusz                                                                 | Premiera         | Premiera w Polsce    | Kod |
| -- | ------------------------------------------------------------ | ----------------- | -------------------------------------------------------------------------- | ---------------- | -------------------- | --- |
| 43 | We Can’t Bear It! Nie widzi mi-sie to!                       | Bob Koherr        | Pamela Eells O’Connell i Adam Lapidus                                      | 18 czerwca 2018  | 1 października 2018  | 301 |
| 44 | Let’s Bounce! Poskaczmy!                                     | Bob Koherr        | Mike Montesano i Ted Zizik                                                 | 19 czerwca 2018  | 2 października 2018  | 302 |
| 45 | Take the Cake Weź ciasto!                                    | Jon Rosenbaum     | Valerie Ahern i Eric Schaar                                                | 20 czerwca 2018  | 3 października 2018  | 303 |
| 46 | O Sister, Where Art Thou? Zazdrosiostra                      | Jon Rosenbaum     | Jeff Hodsden i Tim Pollock                                                 | 21 czerwca 2018  | 4 października 2018  | 304 |
| 47 | Cav’d In W jaskini                                           | Bob Koherr        | Skander Halim i Gina Ippolito                                              | 22 czerwca 2018  | 5 października 2018  | 305 |
| 48 | By All Memes Jak najśmieszniej                               | Bob Koherr        | Prathi Srinivasan i Joshua Levy                                            | 25 czerwca 2018  | 8 października 2018  | 306 |
| 49 | A Whole Lotta Lobsta Bezmiar Homar                           | Bob Koherr        | Prathi Srinivasan i Joshua Levy                                            | 29 czerwca 2018  | 9 października 2018  | 307 |
| 50 | No Bones About It Kości zostały znalezione                   | Lauren Breiting   | Valrie Ahern i Eric Shaar                                                  | 2 lipca 2018     | 10 października 2018 | 308 |
| 51 | Finders Keepers, Lou’s a Weeper Zna-Lou-zione, nie kradzione | Karan Brar        | Adam Lapidus                                                               | 6 lipca 2018     | 11 października 2018 | 309 |
| 52 | Reversal of Fortune Koło nieszczęścia                        | Robbie Countryman | Mike Montesano i Ted Zizik                                                 | 9 lipca 2018     | 12 października 2018 | 310 |
| 53 | Game of Totems Gra o totem                                   | Peyton List       | Adam Lapidus                                                               | 13 lipca 2018    | 15 października 2018 | 311 |
| 54 | Toilets and Tiaras Toaletowa piękność                        | Bob Koherr        | Jeff Hodsden i Tim Pollock                                                 | 16 lipca 2018    | 16 października 2018 | 312 |
| 55 | Bungle in the Jungle Bredzić farma-zony                      | Bob Koherr        | Pamela Eells O’Connell                                                     | 20 lipca 2018    | 17 października 2018 | 313 |
| 56 | Gruel and Unusual Punishment Tortury to nie bzdury           | Bob Koherr        | Valerie Ahern i Eric Schaar (fabuła) Mike Montesano i Ted Zizik (teleplay) | 27 lipca 2018    | 18 października 2018 | 314 |
| 57 | It’s a Blast! Co za wystrzał!                                | Bob Koherr        | Valerie Ahern i Eric Schaar (fabuła) Jeff Hodsden i Tim Pollock (teleplay) | 3 sierpnia 2018  | 19 października 2018 | 315 |
| 58 | Up, Up and Away W górę szaleństwa                            | Bob Koherr        | Pamela Eells O’Connell i Adam Lapidus                                      | 21 września 2018 | 19 października 2018 | 316 |

### Sezon 4: 2019-20
| Nr | Tytuł                                                       | Reżyseria          | Scenariusz                     | Premiera             | Premiera w Polsce | Kod |
| -- | ----------------------------------------------------------- | ------------------ | ------------------------------ | -------------------- | ----------------- | --- |
| 59 | Who da Boss? Lou da Boss! Kto Lou rządzi?                   | Trevor Kirschner   | Erin Dulap i Phil Baker        | 20 czerwca 2019      | 23 marca 2020     | 401 |
| 60 | Kikiwaka’s Got Talent! Masz talent!                         | Trevor Kirschner   | Valerie Ahern i Eric Schaar    | 27 czerwca 2019      | 24 marca 2020     | 402 |
| 61 | Yes, Lies and Tower Escape Tak, kłamstwa i ucieczka         | Shannon Flynn      | David Booth                    | 4 lipca 2019         | 25 marca 2020     | 403 |
| 62 | An Udder Disaster Krowastrofa                               | Erika Kaestle      | Ian Weinreich i Clayton Sakoda | 11 lipca 2019        | 26 marca 2020     | 404 |
| 63 | Hot Spring Friend Machine Jutro będzie źródło               | Erika Kaestle      | Huong Nguyen                   | 18 lipca 2019        | 27 marca 2020     | 405 |
| 64 | Water Under the Dock On tego dok-onał!                      | Phill Lewis        | Lia Woodward i Leah Folta      | 25 lipca 2019        | 30 marca 2020     | 406 |
| 65 | In Your Wildest Screams W najgorszych krzykach              | Jody Margolin Hahn | Ian Weinreich i Clayton Sakoda | 5 października 2019  | 3 kwietnia 2020   | 410 |
| 66 | Inn Trouble Wpaść w zajazd                                  | Phill Lewis        | Valerie Ahern i Eric Schaar    | 12 października 2019 | 1 kwietnia 2020   | 408 |
| 67 | Lake Rancid Zielone pojęcie                                 | Phill Lewis        | David Booth                    | 19 października 2019 | 31 marca 2020     | 407 |
| 68 | Between a Racoon and a Hard Place Między szopem, a kowadłem | Robbie Countryman  | Krystal Javier                 | 26 października 2019 | 2 kwietnia 2020   | 409 |
| 69 | Mo-Squito Mo Problems Ko-sz-mar                             | Jody Margolin Hahn | Huong Nguyen                   | 2 listopada 2019     | 6 kwietnia 2020   | 411 |
| 70 | Sore Lou-ser Wy-Lou-zuj                                     | Ben DeJesus        | Leah Folta i Lia Woodward      | 9 listopada 2019     | 7 kwietnia 2020   | 412 |
| 71 | Lone Wolf Samotny jak wilk                                  | Erika Kaestle      | Jason Dorris                   | 16 listopada 2019    | 8 kwietnia 2020   | 413 |
| 72 | Serf’s Up-Rising Wyskoczenie przez zaskoczenie              | Wendy Faraone      | David Booth                    | 23 listopada 2019    | 9 kwietnia 2020   | 414 |
| 73 | Summer Winter Wonderland Wakacje w Krainie Czarów           | Erika Kaestle      | Valerie Ahern i Eric Schaar    | 7 grudnia 2019       | 10 kwietnia 2020  | 415 |
| 74 | Cramped Champions Czempioni do pionu!                       | Erika Kaestle      | Clayton Sakoda                 | 10 stycznia 2020     | 16 listopada 2020 | 416 |
| 75 | A Tale of Two Stackers Opowieść o dwóch układaczach         | Phill Lewis        | Huong Nguyen                   | 17 stycznia 2020     | 17 listopada 2020 | 417 |
| 76 | Whatever Floats Your Goat Boat Co kto-za lubi               | Sean Mulcahy       | Lia Woodward i Leah Folta      | 24 stycznia 2020     | 18 listopada 2020 | 418 |
| 77 | Snow Cups and Fisticuffs Maszyna do Lou-dów                 | Kelly Park         | David Booth                    | 31 stycznia 2020     | 19 listopada 2020 | 419 |
| 78 | The S’more, the S’merrier S’moro by tu gadać...             | Bob Koherr         | Valerie Ahern i Eric Schaar    | 7 lutego 2020        | 20 listopada 2020 | 420 |
| 79 | Lava at First Fight Lawa na pierwszy ogień                  | Jason Shipman      | Clayton Sakoda                 | 21 lutego 2020       | 23 listopada 2020 | 421 |
| 80 | Town and Clown Relations Jeden, wielki cyrk                 | Morenike Joela     | Huong Nguyen                   | 28 lutego 2020       | 24 listopada 2020 | 422 |
| 81 | Whisper Toots TrąbieNIE!                                    | Jody Margolin Hahn | Jason Dorris                   | 6 marca 2020         | 25 listopada 2020 | 423 |
| 82 | My Fairy Lady Wróżka chrzestna                              | Bob Koherr         | Leah Folta i Lia Woodward      | 13 marca 2020        | 26 listopada 2020 | 424 |
| 83 | Party Pooper Niszczyciel imprez                             | Jody Margolin Hahn | Erin Dunlap                    | 20 marca 2020        | 27 listopada 2020 | 425 |
| 84 | Squatters’ Fights Dzicy lokatorzy                           | Erika Kaestle      | Valerie Ahern i Eric Schaar    | 21 czerwca 2020      | 30 listopada 2020 | 426 |
| 85 | Three Stars and a Baby Trzy gwiazdy i bobas                 | Patrick Maloney    | David Booth                    | 28 czerwca 2020      | 1 grudnia 2020    | 427 |
| 86 | Manic Moose Day Nie łoś się!                                | Monica Contreras   | Huong Nguyen                   | 12 lipca 2020        | 2 grudnia 2020    | 428 |
| 87 | Breaking Barb Barbarzyńca                                   | Miranda May        | Clayton Sakoda                 | 19 lipca 2020        | 3 grudnia 2020    | 429 |
| 88 | Raven About Bunk’d Raven na obozie                          | Trevor Kirschner   | Jason Dorris                   | 24 lipca 2020        | 4 grudnia 2020    | 430 |

### Sezon 5: 2021
| Nr  | Tytuł                                                                           | Reżyseria              | Scenariusz                                                               | Premiera         | Premiera w Polsce | Kod |
| --- | ------------------------------------------------------------------------------- | ---------------------- | ------------------------------------------------------------------------ | ---------------- | ----------------- | --- |
| 89  | Lou’s Still the Boss, but Now There’s a Ross Lou rządzi nadal, a Emma nieopodal | Phill Lewis            | Valerie Ahern i Eric Schaar                                              | 15 stycznia 2021 | b.d.              | 501 |
| 90  | Rise of the Machine Bunt maszyn                                                 | Phill Lewis            | Mike Montesano i Ted Zizik                                               | 22 stycznia 2021 | b.d.              | 502 |
| 91  | R.V. Having Fun Yet? Zabawa na cztery Parkerki                                  | Bob Koherr             | David Booth                                                              | 29 stycznia 2021 | b.d.              | 503 |
| 92  | Tentacle Difficulties Pomocna macka                                             | Wendy Faraone          | Clayton Sakoda                                                           | 5 lutego 2021    | b.d.              | 504 |
| 93  | Luck of the Chuck Świstnąć szczęście                                            | Wendy Faraone          | Mike Montesano i Ted Zizik                                               | 12 lutego 2021   | b.d.              | 505 |
| 94  | Look Who’s Squawking I kto to skrzeczy?                                         | Jon Rosenbaum          | Justin Abarca                                                            | 19 lutego 2021   | b.d.              | 506 |
| 95  | Raucous Science Rechotliwa Nauka                                                | Jody Margolin Hahn     | Miranda May                                                              | 26 lutego 2021   | b.d.              | 507 |
| 96  | Baton-man Begins Barman: Początek                                               | Jody Margolin Hahn     | Lia Woodward i Leah Folta                                                | 5 marca 2021     | b.d.              | 508 |
| 97  | Everyone’s Trap’d                                                               | Kim Wayans             | Huong Nguyen                                                             | 31 maja 2021     | b.d.              | 509 |
| 98  | Pop Poppin’ In                                                                  | Erika Kaestle          | Miranda May (fabuła) David Booth, Valerie Ahern i Eric Schaar (teleplay) | 1 czerwca 2021   | b.d.              | 510 |
| 99  | Roll Models                                                                     | Erika Kaestle          | Crystal Shaw                                                             | 2 czerwca 2021   | b.d.              | 511 |
| 100 | Gi Whiz                                                                         | Monica Marie Contreras | Nick Geisler i Claire Nauman                                             | 3 czerwca 2021   | b.d.              | 512 |
| 101 | Dancin’ Up a Storm                                                              | Jason Shipman          | Valerie Ahern i Eric Schaar                                              | 4 czerwca 2021   | b.d.              | 513 |
| 102 | Out of the Doghouse                                                             | Danny Wayne            | Jason Dorris                                                             | 11 czerwca 2021  | b.d.              | 515 |
| 103 | The Great Awkward Bake-Off                                                      | Phill Lewis            | Leah Folta i Lia Woodward                                                | 18 czerwca 2021  | b.d.              | 514 |
| 104 | I Won’t Let You Clown                                                           | Phill Lewis            | David Booth                                                              | 25 czerwca 2021  | b.d.              | 516 |
| 105 | Crushin’ It                                                                     | Miranda May            | Crystal Shaw                                                             | 2 lipca 2021     | b.d.              | 517 |
| 106 | Camp Creepy-Waka                                                                | Patrick Maloney        | Crystal Shaw                                                             | 9 lipca 2021     | b.d.              | 518 |
| 107 | A Star Is Torn                                                                  | Karan Brar             | Mike Montesano i Ted Zizik                                               | 16 lipca 2021    | b.d.              | 519 |
| 108 | Moose Queens and Possum Kings                                                   | Kelly Park             | Terrell Lawrence                                                         | 30 lipca 2021    | b.d.              | 520 |
| 109 | Frien’ds Forever                                                                | Sean Mulcahy           | Valerie Ahern i Eric Schaar                                              | 6 sierpnia 2021  | b.d.              | 521 |